# عوليس (قصيدة)

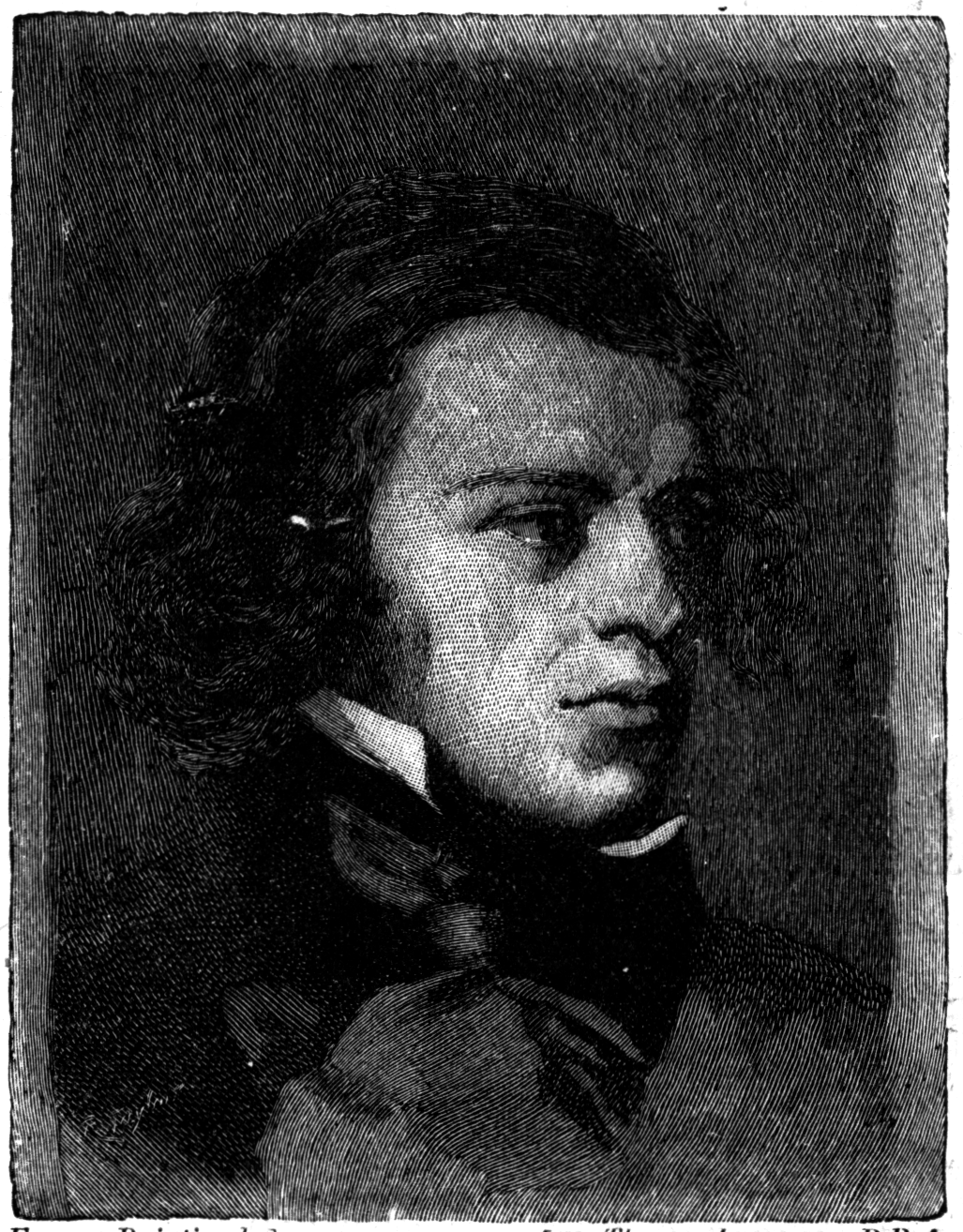

عوليس (بالإنجليزية: Ulysses) هي قصيدة للكاتب الفكتوري ألفريد تنيسون (1892-1809) كتبت على شكل الشعر المرسل عام 1833 و نشرت في 1842 في مجلده الشعري الثاني الذي لاقي استقبالا جيدا. كثيرا ما يُقتبس من هذه القصيدة حيث أنها تستخدم بشكل عام لشرح شكل المونولوج الدرامي. يصف عوليس, لجمهور غير محددد, استياءه و ضجره عند عودته إلي مملكته إيثاكا بعد رحلاته بعيدة المدي و بدأ يتوق للاستكشاف مرة أخرى حينما واجه كبر السن بالرغم من لم شمله مع زوجته بينيلوبي و ابنه تليماخوس.